# Institute of Heraldry
Institute of Heraldry (officielt: United States Army Institute of Heraldry) er en enhed i USA's hær, som har ansvaret for al heraldik i USA's forsvar. Enheden er sagkyndig instans i spørgsmål om våbenskjolde og insignier som emblemer, segl, regimentsmærker, medaljer og andre udmærkelser, faner og flag, uniformer og distinktioner. Instituttet har i mange tilfælde også ansvaret for udformningen af disse.
Institute of Heraldry blev etableret i 1960, men funktionen går tilbage til 1919, da et heraldisk kontor blev organiseret under generalstaben i Krigsministeriet.
Enheden betjener også andre forsvarsgrene end hæren og også USA's føderale regering. Institute of Heraldry holder til på Fort Belvoir i Virginia og refererer til The Administrative Assistant to the Secretary of the Army, Resources and Programs Agency.